# Radice quadrata di una matrice
In matematica, per radice quadrata di una matrice quadrata {\displaystyle A} si intende ogni matrice quadrata {\displaystyle X} tale che il suo quadrato sia {\displaystyle X\cdot X=A}. In generale, una matrice non possiede un'unica radice quadrata.

## Procedimento numerico
Un procedimento per ottenere da una matrice {\displaystyle A} una sua radice quadrata è quello chiamato iterazione per la radice quadrata di Denman-Beavers. Sia data la matrice quadrata {\displaystyle A} di dimensione {\displaystyle n}, e si voglia ottenere {\displaystyle A^{\frac {1}{2}}}. Il procedimento iterativo si serve di una sequenza di coppie di matrici {\displaystyle \langle Y_{i},Z_{i}\rangle }. Si definiscono:
{\displaystyle Y_{0}:=A{\mbox{ e }}Z_{0}:=I}
dove {\displaystyle I} denota la matrice identità {\displaystyle n\times n}. Si procede per un opportuno numero di iterazioni definite da:
{\displaystyle Y_{k+1}:=(Y_{k}+Z_{k}^{-1})/2\qquad Z_{k+1}:=(Z_{k}+Y_{k}^{-1})/2}
Si trova che:
{\displaystyle \lim _{k\rightarrow +\infty }Y_{k}=A^{\frac {1}{2}}}
In alcuni casi un procedimento più efficiente per ottenere {\displaystyle A^{\frac {1}{2}}} è il seguente: si costruisce la matrice {\displaystyle V} le cui colonne sono costituite dagli autovettori della matrice data {\displaystyle A}. Si trova quindi la matrice {\displaystyle V^{-1}} inversa di {\displaystyle V}, e si calcola:
{\displaystyle D:=V^{-1}AV}
Questa è una matrice diagonale i cui elementi diagonali sono gli autovalori della {\displaystyle A}. Si rimpiazza ogni elemento diagonale della {\displaystyle D} con la sua radice quadrata in modo da ottenere la matrice {\displaystyle {\sqrt {D}}}, e si ottiene la matrice richiesta come:
{\displaystyle {\sqrt {A}}=V{\sqrt {D}}V^{-1}}
Con una odierna calcolatrice grafica questo procedimento risulta in genere più efficiente del precedente. Questo approccio è effettuabile solo per matrici diagonalizzabili. Per matrici non diagonalizzabili si può procedere con una decomposizione di Jordan combinata con uno sviluppo in serie simile a quello descritto per il logaritmo di una matrice.

## Soluzione esplicita per matrici 2×2
Per il teorema di Hamilton-Cayley una generica matrice {\displaystyle A} 2×2 soddisfa il polinomio caratteristico:
{\displaystyle x^{2}-\mathrm {tr} (A)x+\det(A)}
cioè:
{\displaystyle A^{2}-\mathrm {tr} (A)A+\det(A)I=0}
Indicando per brevità {\displaystyle \mathrm {tr} (A)} con {\displaystyle t} e {\displaystyle \det(A)} con {\displaystyle d} si ha:
{\displaystyle A^{2}-tA+dI=0}
Muovendo il termine intermedio al secondo membro e completando il quadrato si ottiene:
{\displaystyle A^{2}\pm 2{\sqrt {d}}A+dI=tA\pm 2{\sqrt {d}}A}
ovvero:
{\displaystyle \left(A\pm {\sqrt {d}}I\right)^{2}=\left(t\pm 2{\sqrt {d}}\right)A}
Estraendo la radice quadrata ad ambo i membri si ottiene (compare un radicale doppio):
{\displaystyle \pm \left(A\pm {\sqrt {d}}I\right)={\sqrt {t\pm 2{\sqrt {d}}}}{\sqrt {A}}}
da cui si ricava:
{\displaystyle {\sqrt {A}}=\pm {\frac {A\pm {\sqrt {d}}I}{\sqrt {t\pm 2{\sqrt {d}}}}}}
Si noti che il segno {\displaystyle \pm } che compare prima della frazione è indipendente dagli altri due, che invece sono dipendenti tra loro. Il numero totale delle radici quadrate di una matrice quadrata {\displaystyle 2\times 2} è quindi {\displaystyle 4}, e di queste quella con tutti e tre i segni positivi è la radice principale. In altre parole:
{\displaystyle {\sqrt {\begin{pmatrix}a&b\\c&d\\\end{pmatrix}}}_{1}={\frac {1}{\sqrt {a+d+2{\sqrt {ad-bc}}}}}{\begin{pmatrix}a+{\sqrt {ad-bc}}&b\\c&d+{\sqrt {ad-bc}}\\\end{pmatrix}}}
{\displaystyle {\sqrt {\begin{pmatrix}a&b\\c&d\\\end{pmatrix}}}_{2}={\frac {1}{\sqrt {a+d-2{\sqrt {ad-bc}}}}}{\begin{pmatrix}a-{\sqrt {ad-bc}}&b\\c&d-{\sqrt {ad-bc}}\\\end{pmatrix}}}
{\displaystyle {\sqrt {\begin{pmatrix}a&b\\c&d\\\end{pmatrix}}}_{3}=-{\frac {1}{\sqrt {a+d+2{\sqrt {ad-bc}}}}}{\begin{pmatrix}a+{\sqrt {ad-bc}}&b\\c&d+{\sqrt {ad-bc}}\\\end{pmatrix}}}
{\displaystyle {\sqrt {\begin{pmatrix}a&b\\c&d\\\end{pmatrix}}}_{4}=-{\frac {1}{\sqrt {a+d-2{\sqrt {ad-bc}}}}}{\begin{pmatrix}a-{\sqrt {ad-bc}}&b\\c&d-{\sqrt {ad-bc}}\\\end{pmatrix}}}